# DTM AMG Mercedes C-Coupé
Der DTM AMG Mercedes C-Coupé ist ein Prototyp-Rennwagen der Mercedes-Benz Group und deren Tochterunternehmen AMG. Konstruiert wurde der Wagen zum ausschließlichen Einsatz in der DTM und trat dort ab 2012 an. Das C-Coupé löste den mit 84 Siegen in 156 Rennen erfolgreichsten Rennwagen der DTM-Geschichte, den DTM AMG Mercedes C-Klasse, ab. 2015 wurde der Wagen in Mercedes-AMG C63 DTM umbenannt.

## Technik

### Allgemeines
Die Karosserie des C-Coupés ist der Coupé-Version der Mercedes-Benz-Baureihe 204 nachempfunden. Konstruiert ist der Prototyp mit einem Monocoque aus kohlenstofffaserverstärktem Kunststoff (CFK) mit integriertem 120-Liter-Kraftstofftank und Überrollkäfig aus Stahl. Angetrieben wird der Rennwagen von einem V8-Saugmotor mit vier Litern Hubraum, dessen Leistung rund 368 kW (500 PS) bei 7500/min beträgt und ein maximales Drehmoment von 500 Nm liefert. Das für alle DTM-Fahrzeuge einheitliche Schaltgetriebe mit sechs Vorwärtsgängen liegt mit dem Differential zusammen im Heck (Transaxle-Bauweise) an der angetriebenen Hinterachse. Alle Räder sind einzeln an doppelten Querlenkern aufgehängt. Die Bremsanlage mit kohlenstofffaserverstärkten Bremsscheiben ist bei allen DTM-Teilnehmern gleich.
Seit der Saison 2013 ist der Wagen, genau wie die anderen Fahrzeuge der DTM, mit einem Drag Reduction System (DRS) ausgerüstet.

### Reifen
Die Bereifung lieferte ausschließlich Hankook Tire. Im Vergleich zur Saison 2011 wurden die Reifen vergrößert. Die Vorderreifen sind 300 Millimeter breit und haben einen Durchmesser von 680 Millimetern, die Hinterreifen sind 320 Millimeter breit und messen 710 Millimeter im Durchmesser. Für zusätzlichen Abtrieb haben die Reifen Flügelelemente an den Seitenwänden. Die aus Aluminium geschmiedeten 18-Zoll-Räder (vorne zwölf und hinten 13 Zoll breit) sind ebenfalls Einheitsbauteile.

## Teams und Fahrer
2012 setzten drei Teams insgesamt acht Fahrzeuge ein. HWA trat mit Jamie Green, Gary Paffett, Ralf Schumacher und Christian Vietoris an. David Coulthard und Robert Wickens starteten für Mücke. Persson setzte auf Roberto Merhi und Susie Wolff.
Zur Saison 2013 reduzierte Mercedes die Anzahl der Fahrzeuge von acht auf sechs. Paffett, Vietoris, Wickens und Merhi blieben im Kader. Neu hinzugekommen sind Pascal Wehrlein und Daniel Juncadella.
Zur Saison 2014 erhöhte Mercedes die Anzahl der Fahrzeuge auf sieben. Witali Petrow und Paul di Resta kamen als Fahrer hinzu, Merhi wechselte in die Formel Renault 3.5 und wurde zudem Test- und Ersatzfahrer von Mercedes.
Zur Saison 2015 wurde die Anzahl der Fahrzeuge wieder auf acht erhöht, ART Grand Prix stieg als Team ein. Lucas Auer und Maximilian Götz kamen als Fahrer hinzu, Petrow schied nach nur einer Saison aus dem Fahrerkader aus.
2016 blieb die Anzahl der Fahrzeuge bei acht, Esteban Ocon ersetzte den zu Manor in die Formel-1-Weltmeisterschaft gewechselten, amtierenden DTM-Meister Wehrlein.